# Edward Hyde, I conte di Clarendon
Edward Hyde, primo conte di Clarendon (Dinton, 18 febbraio 1609 – Rouen, 9 dicembre 1674), è stato uno storico e politico inglese, nonno delle regine d'Inghilterra Maria II e Anna.

## Biografia
Edward nacque da Henry Hyde nella regione del Wiltshire. Entrò a Magdalen Hall (oggi Università di Oxford) di Oxford nel 1622 ed ottenne la laurea nel 1626. Il padre aveva già deciso per Edward una carriera ecclesiastica, ma quando morirono i suoi due fratelli maggiori Edward si trovò ad essere il primo erede di suo padre; nel 1625 ebbe l'opportunità di entrare presso Middle Temple, a Londra, per studiare legge. Tuttavia il giovane Edward era più interessato a leggere, specialmente libri di carattere storico, piuttosto che a studiare legge.
E questi anni di studio, nei quali approfondì la conoscenza di numerosi esponenti letterari dell'epoca tra cui Ben Jonson, furono la base per le solide conoscenze culturali che dimostrò di possedere nei suoi anni di impegno politico.

## Opere
- The history of Rebellion and Civil War in Ireland (1720)
- A Collection of several tracts of Edward, Earl of Clarendon, (1727)
- Religion and Policy, and the Countenance and Assistance each should give to the other, with a Survey of the Power and Jurisdiction of the Pope in the dominion of other Princes (Oxford 1811, 2 volumes)
- History of the Rebellion and Civil Wars in England: Begun in the Year 1641 by Edward Hyde, 1st Earl of Clarendon (3 volumi) (1702-1704):
  - Volume I, Parte 1,
  - Volume I, Parte 2, new edition, 1807.
  - Volume II, Parte 1,
  - Volume II, Parte 2,
  - Volume III, Parte 1,
  - Volume III, Parte 2
- Essays, Moral and Entertaining by Clarendon (J. Sharpe, 1819)
- The Life of Edward Earl of Clarendon, Lord High Chancellor of England, and Chancellor of the University of Oxford Containing:
  - I Life of Edward Earl of Clarendon: An Account of the Chancellor's Life from his Birth to the Restoration in 1660
  -  II Life of Edward Earl of Clarendon: A Continuation of the same, and of his History of the Grand Rebellion, from the Restoration to his Banishment in 1667

## Matrimonio e discendenza
Edward sposò Frances Aylesbury (1617-1667), dalla quale ebbe:
- Anna, prima moglie di Giacomo II d'Inghilterra e madre delle regine Maria II e Anna;
- Henry, secondo conte di Clarendon;
- Laurence, primo conte di Rochester.

## Ascendenza
|                                   |                    |                   | Genitori          |  |  | Nonni |  |  | Bisnonni    |  |  | Trisnonni   |  |
|                                   |                    |                   |                   |  |  |       |  |  | Robert Hyde |  |  | Thomas Hyde |  |
|                                   |                    |                   |                   |  |  |       |  |  | Robert Hyde |  |  | Thomas Hyde |  |
|                                   |                    | Margaret Knyveton |                   |  |  |       |  |  | Robert Hyde |  |  |             |  |
| Lawrence Hyde                     |                    |                   |                   |  |  |       |  |  | Robert Hyde |  |  |             |  |
|                                   |                    | Catherine Boydell | Geoffrey Boydell  |  |  |       |  |  |             |  |  |             |  |
|                                   |                    | Catherine Boydell | Geoffrey Boydell  |  |  |       |  |  |             |  |  |             |  |
|                                   |                    | Catherine Boydell | …                 |  |  |       |  |  |             |  |  |             |  |
| Henry Hyde                        |                    | Catherine Boydell |                   |  |  |       |  |  |             |  |  |             |  |
|                                   |                    | Nicholas Sibell   | Thomas Sibell     |  |  |       |  |  |             |  |  |             |  |
|                                   |                    | Nicholas Sibell   | Thomas Sibell     |  |  |       |  |  |             |  |  |             |  |
|                                   |                    | Nicholas Sibell   | Agnes             |  |  |       |  |  |             |  |  |             |  |
| Anne Sibell                       |                    | Nicholas Sibell   |                   |  |  |       |  |  |             |  |  |             |  |
|                                   |                    | Joan Rossiter     | Richard Rossiter  |  |  |       |  |  |             |  |  |             |  |
|                                   |                    | Joan Rossiter     | Richard Rossiter  |  |  |       |  |  |             |  |  |             |  |
|                                   |                    | Joan Rossiter     | Elizabeth Perye   |  |  |       |  |  |             |  |  |             |  |
| Edward Hyde, I conte di Clarendon |                    | Joan Rossiter     |                   |  |  |       |  |  |             |  |  |             |  |
|                                   | Alexander Langford | …                 |                   |  |  |       |  |  |             |  |  |             |  |
|                                   | Alexander Langford | …                 |                   |  |  |       |  |  |             |  |  |             |  |
|                                   | Alexander Langford | …                 |                   |  |  |       |  |  |             |  |  |             |  |
| Edward Langford                   | Alexander Langford |                   |                   |  |  |       |  |  |             |  |  |             |  |
|                                   |                    | Jane Sager        | …                 |  |  |       |  |  |             |  |  |             |  |
|                                   |                    | Jane Sager        | …                 |  |  |       |  |  |             |  |  |             |  |
|                                   |                    | Jane Sager        | …                 |  |  |       |  |  |             |  |  |             |  |
| Mary Langford                     |                    | Jane Sager        |                   |  |  |       |  |  |             |  |  |             |  |
|                                   |                    | Thomas St. Barbe  | Richard St. Barbe |  |  |       |  |  |             |  |  |             |  |
|                                   |                    | Thomas St. Barbe  | Richard St. Barbe |  |  |       |  |  |             |  |  |             |  |
|                                   |                    | Thomas St. Barbe  | Margery Grey      |  |  |       |  |  |             |  |  |             |  |
| Mary St. Barbe                    |                    | Thomas St. Barbe  |                   |  |  |       |  |  |             |  |  |             |  |
|                                   |                    | Joan White        | Thomas White      |  |  |       |  |  |             |  |  |             |  |
|                                   |                    | Joan White        | Thomas White      |  |  |       |  |  |             |  |  |             |  |
|                                   |                    | Joan White        | Cecile Webbe      |  |  |       |  |  |             |  |  |             |  |
|                                   |                    | Joan White        |                   |  |  |       |  |  |             |  |  |             |  |